# Calcaribracon willani
Calcaribracon willani är en stekelart som beskrevs av Donald L.J. Quicke och Ingram 1993. Calcaribracon willani ingår i släktet Calcaribracon och familjen bracksteklar. Inga underarter finns listade.